# Championnat d'Uruguay féminin de football 2022
Navigation
Édition précédente Édition suivante
La saison 2022 du championnat d'Uruguay féminin de football est la vingt-sixième saison du championnat. Le Defensor Sporting remet son titre en jeu.

## Participants
| Nom du club          | Ville       | Palmarès          |
| -------------------- | ----------- | ----------------- |
| Atenas               | San Carlos  |                   |
| Defensor Sporting    | Montevideo  | Champion en titre |
| Fénix                | Las Piedras |                   |
| Liverpool            | Montevideo  |                   |
| Nacional             | Montevideo  | 5 titres          |
| Náutico              | Montevideo  |                   |
| Peñarol              | Montevideo  | 3 titres          |
| River Plate          | Montevideo  | 2 titres          |
| Montevideo Wanderers | Montevideo  | promu             |

## Compétition
Le championnat se dispute en deux phases avec un tournoi d'ouverture et un tournoi de fermeture. Dans les deux tournois les équipes s'affrontent une fois. Le vainqueur du classement cumulé est désigné champion d'Uruguay.
Le champion se qualifie pour la Copa Libertadores 2023. Les deux derniers du classement cumulé sont relégués en Campeonato B.

### Tournoi d'ouverture
| Rang | Équipe                 | Pts | J | G | N | P | Bp | Bc | Diff |
| ---- | ---------------------- | --- | - | - | - | - | -- | -- | ---- |
| 1    | Nacional               | 22  | 8 | 7 | 1 | 0 | 33 | 3  | +30  |
| 2    | Peñarol                | 20  | 8 | 6 | 2 | 0 | 25 | 4  | +21  |
| 3    | Defensor SportingT     | 14  | 8 | 4 | 2 | 2 | 19 | 13 | +6   |
| 4    | Montevideo Wanderers P | 12  | 8 | 3 | 3 | 2 | 18 | 14 | +4   |
| 5    | Liverpool              | 10  | 8 | 3 | 1 | 4 | 14 | 14 | 0    |
| 6    | Fénix                  | 10  | 8 | 3 | 1 | 4 | 15 | 16 | -1   |
| 7    | River Plate            | 8   | 8 | 2 | 2 | 4 | 11 | 22 | -11  |
| 8    | Náutico                | 5   | 8 | 1 | 2 | 5 | 7  | 13 | -6   |
| 9    | Atenas                 | 0   | 8 | 0 | 0 | 8 | 2  | 45 | -43  |

- Champion du tournoi

### Tournoi de clôture
Le CA Atenas se retire avant le début du tournoi.
| Rang | Équipe                 | Pts | J | G | N | P | Bp | Bc | Diff |
| ---- | ---------------------- | --- | - | - | - | - | -- | -- | ---- |
| 1    | Nacional               | 24  | 8 | 8 | 0 | 0 | 25 | 3  | +22  |
| 2    | Peñarol                | 18  | 7 | 6 | 0 | 1 | 32 | 5  | +27  |
| 3    | Defensor SportingT     | 18  | 8 | 6 | 0 | 2 | 29 | 11 | +18  |
| 4    | Montevideo Wanderers P | 12  | 8 | 4 | 0 | 4 | 12 | 12 | 0    |
| 5    | Liverpool              | 10  | 8 | 3 | 1 | 4 | 7  | 13 | -6   |
| 6    | Fénix                  | 10  | 8 | 3 | 1 | 4 | 11 | 19 | -8   |
| 7    | River Plate            | 4   | 7 | 1 | 1 | 5 | 5  | 20 | -15  |
| 8    | Náutico                | 4   | 8 | 1 | 1 | 6 | 6  | 26 | -20  |
| 9    | Atenas                 | 0   | 0 | 0 | 0 | 0 | 0  | 0  | 0    |

- Champion du tournoi

### Classement cumulé
| Rang | Équipe                 | Pts | J  | G  | N | P  | Bp | Bc | Diff |
| ---- | ---------------------- | --- | -- | -- | - | -- | -- | -- | ---- |
| 1    | Nacional               | 46  | 16 | 15 | 1 | 0  | 58 | 6  | +52  |
| 2    | Peñarol                | 38  | 15 | 12 | 2 | 1  | 57 | 9  | +48  |
| 3    | Defensor SportingT     | 32  | 16 | 10 | 2 | 4  | 48 | 24 | +24  |
| 4    | Montevideo Wanderers P | 24  | 16 | 7  | 3 | 6  | 30 | 26 | +4   |
| 5    | Liverpool              | 20  | 16 | 6  | 2 | 8  | 21 | 27 | -6   |
| 6    | Fénix                  | 20  | 16 | 6  | 2 | 8  | 26 | 35 | -9   |
| 7    | River Plate            | 12  | 15 | 3  | 3 | 9  | 16 | 42 | -26  |
| 8    | Náutico                | 9   | 16 | 2  | 3 | 11 | 13 | 39 | -26  |
| 9    | Atenas                 | 0   | 16 | 0  | 0 | 16 | 2  | 45 | -43  |

- Champion d'Uruguay
- Relégation en deuxième division